# Daqiuzhuang
Daqiuzhuang (kinesiska: 大邱庄, 大邱庄镇) är en köping i Kina. Den ligger i storstadsområdet Tianjin, i den norra delen av landet, omkring 34 kilometer söder om stadens centrum. Antalet invånare är 72 194. Befolkningen består av 33 808 kvinnor och 38 386 män. Barn under 15 år utgör 20,0 %, vuxna 15-64 år 75 %, och äldre över 65 år 4,0 %.